# Jean Guyon (pionnier)
Pour les articles homonymes, voir Jean Guyon.
Jean Guyon est étroitement associé à un des premiers mouvements d'émigration française en Nouvelle-France et a, de ce fait, contribué largement au peuplement du Canada-français. Il est un des fondateurs de l'ancienne ville de Beauport, maintenant fusionnée à la ville de Québec.

## Biographie
Natif de Tourouvre dans l'Orne, en 1592, Jean Guyon est maçon à Tourouvre dans le Perche. Il part pour le Canada en 1634. On lui accorde 1 000 arpents (341,9 ha) de terre à Beauport en échange pour trois années de service. 
En 1615, à Mortagne, Jean Guyon épouse Mathurine Robin.  
En janvier 1634, la Compagnie des Cent-Associés, en réparation des biens qu'il a perdu en 1628, concède à Robert Giffard la seigneurie de Beauport. Premier seigneur colonisateur de la Nouvelle-France, il recrute des colons dans les environs de Tourouvre, fort du soutien de Pierre Le Bouyer de Saint-Gervais, lieutenant général civil et criminel du Perche. Courant mars : départ de Jean Guyon, de sa femme, de ses enfants et d’une trentaine de colons pour la Nouvelle-France. Début juin, le navire atteint Québec. L'année suivante, à la mort de Samuel de Champlain, la colonie compte 132 colons dont 35 viennent du Perche, attirés par Giffard. La première colonisation organisée de la Nouvelle-France est commencée. Pendant neuf ans, Jean Guyon et Zacharie Cloutier se disputent la seigneurie de Giffard au droit de foi et hommage. 
À la mort de Jean Guyon, en 1663, la colonie atteint 3 000 habitants.

## Postérité
Déjà, vers 1800, le couple formé de Jean Guyon et Mathurine Robin arrivait au 2e rang au Québec pour le nombre de descendants mariés.
Jean Guyon est aussi l’ancêtre agnatique de Céline Dion. Plus de 9500 personnes seraient des descendantes de l'union Guyon-Robin vers les années 1800.